# فنیس
فنیس (به ایتالیایی: Fénis) یک کومونه در ایتالیا است که در واله دائوستا واقع شده‌است.

## خصوصیات
فنیس ۶۸ کیلومترمربع مساحت و ۱٬۶۱۷ نفر جمعیت دارد و ۵۴۱ متر بالاتر از سطح دریا واقع شده‌است.